# جیلیان ریچاردسون
جیلیان ریچاردسون (انگلیسی: Jillian Richardson؛ زادهٔ ۱۰ مارس ۱۹۶۵) دونده، و ورزشکار دو و میدانی اهل کانادا است.